# Toltecas
Toltecas är en ort i Mexiko.   Den ligger i kommunen Milpa Alta och delstaten Distrito Federal, i den sydöstra delen av landet, 26 km sydost om huvudstaden Mexico City. Toltecas ligger 2 354 meter över havet och antalet invånare är 143.
Terrängen runt Toltecas är kuperad åt sydväst, men åt nordost är den platt. Terrängen runt Toltecas sluttar norrut. Runt Toltecas är det tätbefolkat, med 411 invånare per kvadratkilometer. Närmaste större samhälle är Iztapalapa, 16,2 km norr om Toltecas. Trakten runt Toltecas består till största delen av jordbruksmark.